# Bricciuskirche (Oberjesingen)

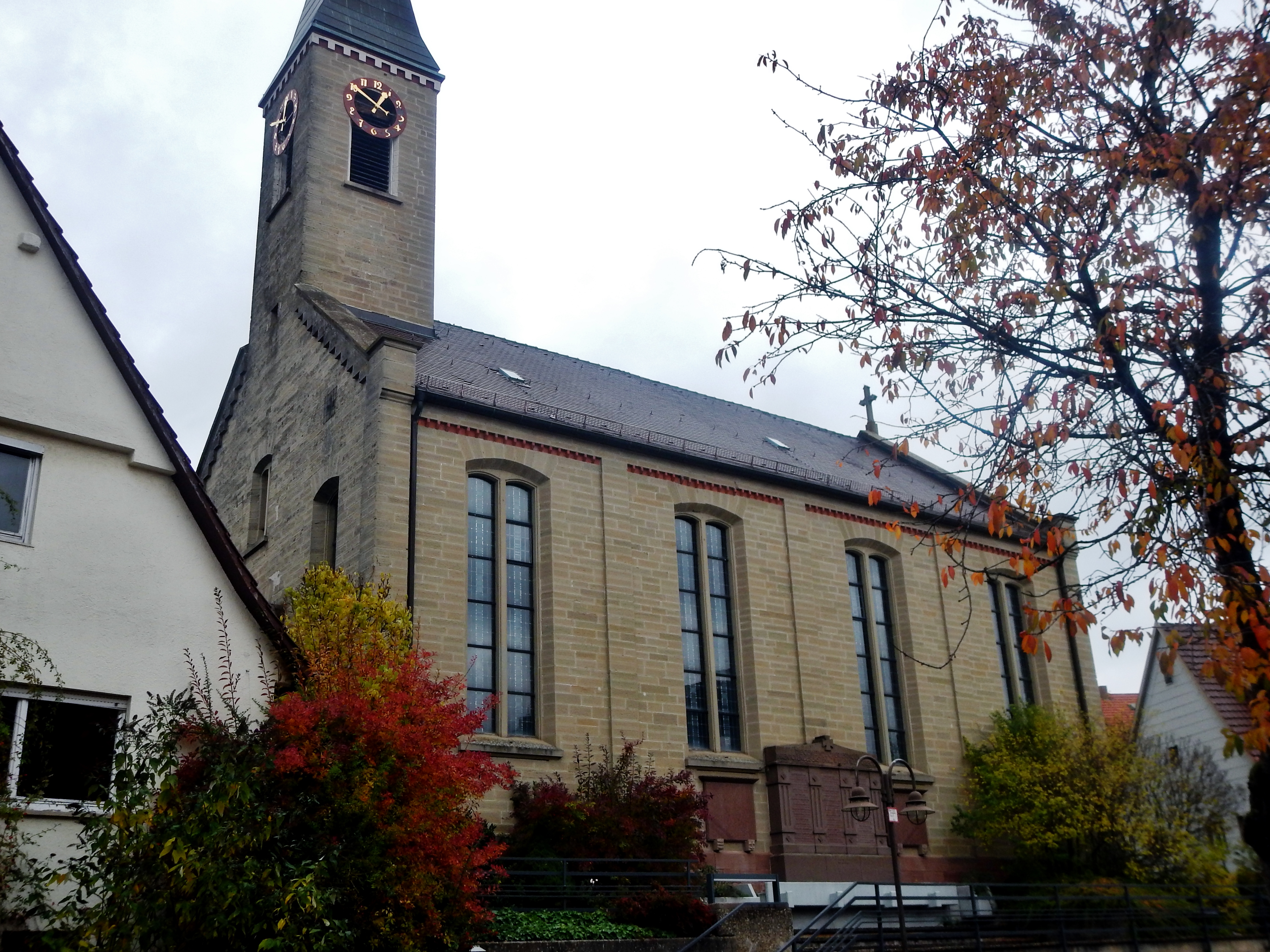
Bricciuskirche in Oberjesingen

Die evangelische Bricciuskirche steht in Oberjesingen, einem Stadtteil der Großen Kreisstadt Herrenberg im Landkreis Böblingen in Baden-Württemberg. Das Bauwerk ist beim Landesamt für Denkmalpflege Baden-Württemberg als Baudenkmal eingetragen. Die Kirchengemeinde gehört zum Kirchenbezirk Herrenberg der Evangelischen Landeskirche in Württemberg.

## Beschreibung
Die Saalkirche wurde 1857/58 nach einem Entwurf von Theodor von Landauer errichtet. Sie besteht aus einem Langhaus, einem eingezogenen rechteckigen Chor im Osten und einem Dachturm, der sich aus dem Satteldach des Langhauses im Westen erhebt. Das mit einem spitzen Helm bedeckte oberste Geschoss des Turms enthält die Turmuhr und den Glockenstuhl.
Die Kirchenausstattung blieb erhalten. 1995 wurde die 1858 gebaute Stieglitz-Orgel von Johannes Rohlf restauriert. 10 Register verteilen sich auf ein Manual (8) und das Pedal (2).